# Sorin Cîmpeanu
Sorin Mihai Cîmpeanu (Udtalelse: soˈrin miˈhaj kɨmˈpe̯anu, født 18. april 1968, Bukarest) er en rumænsk politiker, han er tidligere uddannelsesminister og siden 5. november 2015, den fungerende premierminister for Rumænien, efter at præsident Klaus Iohannis accepterede premierminister Ponta's tilbagetrædelse. Klaus Iohannis's udnævnelsen af Sorin Cîmpeanu anses som en lappeløsnings foranstaltning, indtil en ny kandidat er valgt til posten.